# Valkyrae
Rachell Hofstetter (Washington, 8 de enero de 1992), más conocida como Valkyrae, es una personalidad de Internet estadounidense. Ha sido la streamer más vista de YouTube desde 2020, y apareció en la lista 30 Under 30 de Forbes en 2022. Adweek la nombró "Creadora de juegos del año" y ganó un Game Award y un Streamy Award.
Hofstetter es copropietaria de 100 Thieves, una empresa de ropa y deportes electrónicos, y ha sido creadora de contenido para la marca desde 2018. 

## Carrera profesional

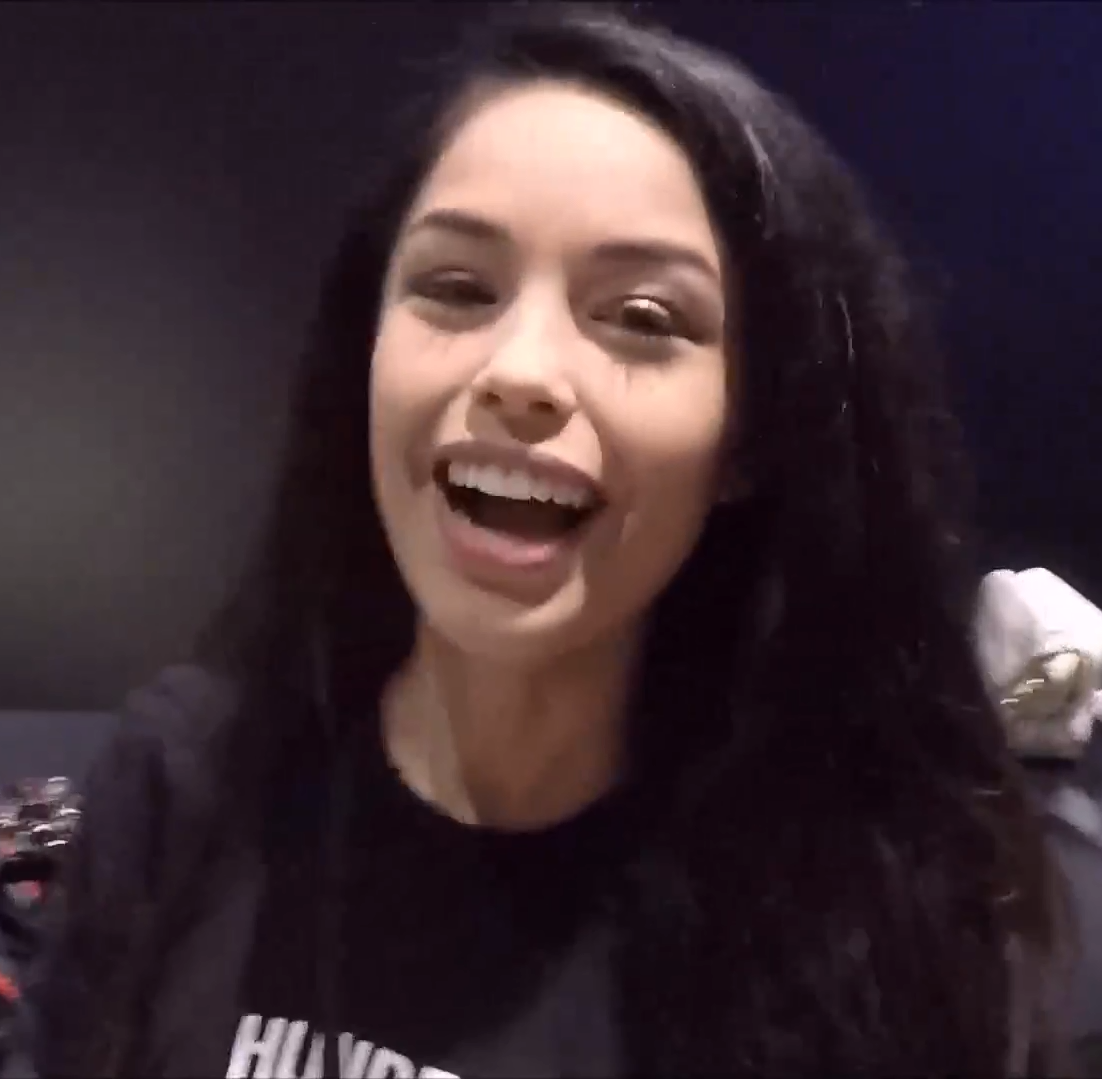
Valkyrae en 2018.

### Primeros trabajos y reconocimiento (2014-2020)
Después de graduarse de la universidad comunitaria, Hofstetter trabajó en varios trabajos, incluido un empleo en GameStop. En 2014, mientras trabajaba, comenzó a compartir su afición por los videojuegos en Instagram, ganando una gran cantidad de seguidores. Varios seguidores de Instagram, amigos y transmisores de Twitch la alentaron a comenzar a transmitir en Twitch, a partir de 2015. Después de reunir seguidores, Hofstetter comenzó a publicar videos de juegos en YouTube.
En 2018, se convirtió en la primera jugadora y creadora de contenido de 100 Thieves, un equipo competitivo estadounidense de e-sports. El 13 de enero de 2020, Hofstetter dejó Twitch por un contrato de transmisión exclusivo en YouTube. Si bien inicialmente luchó por mantener un recuento promedio de espectadores de 5000 hacia principios de 2020, su canal de YouTube experimentó un impulso significativo cuando comenzó a practicar el juego de deducción social multijugador en línea Among Us y comenzó a colaborar con transmisores populares como Disguised Toast, Sykkuno, Pokimane, Jacksepticeye, Cr1TiKaL, Corpse Husband, xChocoBars y Fuslie.
Hofstetter se convirtió en la streamer de más rápido crecimiento del año y superó a Pokimane como la streamer más vista de 2020. Hacia fines de 2020, la transmisión de Hofstetter alcanzó su punto máximo regularmente con un recuento de espectadores simultáneos que superaba los 100,000, generalmente durante las sesiones de Among Us.

### Avance y expansión (2021-presente)
El 7 de abril de 2021, Hofstetter fue anunciada como copropietaria de 100 Thieves junto con el creador de contenido de 100 Thieves, CouRageJD. Se unió a Scooter Braun, Dan Gilbert, el rapero Drake y el fundador Matthew 'Nadeshot' Haag. Como copropietarios, Valkyrae y CouRage recibió acciones en la empresa, que la revista Forbes valoró recientemente en 190 millones de dólares. En marzo de 2021, Hofstetter y el creador de contenido Natsumii lanzaron una versión de la canción «Last Cup of Coffee» de LilyPichu. Más tarde ese mes, interpretó a Corpse Husband en el video musical de la canción «Daywalker!» de Machine Gun Kelly con Corpse Husband. Hofstetter también hizo cameos en videos musicales de las canciones de Bella Poarch «Build a Bitch» e «Inferno» más tarde ese año.
Hofstetter, junto con Sykkuno y Corpse Husband, participó en una recaudación de fondos para Feeding America organizada por Jimmy Fallon como parte de un segmento de The Tonight Show en abril. El segmento los incluyó tocando Among Us con miembros de la banda estadounidense de hip hop The Roots, Tariq Trotter, Kirk Douglas y Questlove, así como miembros del elenco de la serie de televisión estadounidense aclamada por la crítica Stranger Things, Gaten Matarazzo y Noah Schnapp.

#### Controversia RFLCT
El 19 de octubre de 2021, Hofstetter anunció el lanzamiento de su marca de cuidado de la piel RFLCT. La marca, dirigida principalmente a jugadores y quienes pasan mucho tiempo frente a la pantalla, afirmó que los usuarios son susceptibles al daño en la piel causado por la exposición prolongada a la luz azul, y que sus productos protegen contra ella. RFLCT recibió una reacción violenta debido a la evidencia insuficiente que respalda el reclamo; Según Kathleen Suozzi, directora del programa de dermatología estética de la Universidad Yale, a menos que alguien ya sea propenso al melasma o la hiperpigmentación, es poco probable que sufra alguna consecuencia de sentarse frente a una pantalla durante largos períodos de tiempo.
Hofstetter abordó las críticas de RFLCT en octubre de 2021, afirmando que "todo el odio, la duda, las preocupaciones y las críticas están justificadas y son válidas" y que estaba "muy molesta y confundida" con el sitio web, afirmando que se estaban realizando actualizaciones en el sitio web. Más tarde reveló que anteriormente se le había dado acceso a la investigación realizada por RFLCT que respaldaba los productos y que la investigación estaría disponible públicamente en el lanzamiento del producto; sin embargo, se le informó después del lanzamiento que la investigación no podría divulgarse al público. Hofstetter luego expresó su deseo de separarse de RFLCT, pero estaba obligado por contrato. El 30 de octubre de 2021, RFLCT dejó de operar su sitio web y tienda en línea. Una declaración en el sitio web decía: "Si bien creemos en las formulaciones creadas, después de una mayor reflexión, hemos decidido avanzar por nuevos caminos, terminando efectivamente con la marca RFLCT".

## Vida personal
Hofstetter es de ascendencia en parte filipina y alemana y se crio en Moses Lake, Washington. Tiene dos hermanos y una hermana menor. Su padre falleció de cáncer en 2017. Se graduó con un asociado en artes de un colegio comunitario en Washington.

## Discografía

### Sencillos

#### Como artista destacado
| Año  | Pista                                                | Detalles                                               | Ref.          |
| ---- | ---------------------------------------------------- | ------------------------------------------------------ | ------------- |
| 2021 | "Last Cup of Coffee" (con Natsumiii feat. LilyPichu) | - Fecha de lanzamiento de YouTube: 15 de marzo de 2021 | [ 12 ] [ 28 ] |

## Filmografía

### Televisión
| Año  | Título      | Rol                 | notas                     | Ref.   |
| ---- | ----------- | ------------------- | ------------------------- | ------ |
| 2022 | Tribu Nueve | Mellizo             | Anime ; 1 episodio        | [ 30 ] |
| 2022 | Sonic Prime | Squad Commander Red | Serie animada; 1 episodio | [ 31 ] |

### Videos musicales
| Año  | Título          | Artista(s)                         | Rol            | Ref.   |
| ---- | --------------- | ---------------------------------- | -------------- | ------ |
| 2021 | "Daywalker"     | Machine Gun Kelly y Corpse Husband | Corpse Husband | [ 13 ] |
| 2021 | "Build a Bitch" | Bella Poarch                       | Ella misma     | [ 14 ] |
| 2021 | "Inferno"       | Sub Urban y Bella Poarch           | Ella misma     | [ 15 ] |
| 2022 | "Car Crash"     | eaJ                                | Ella misma     | [ 32 ] |
| 2022 | "Memories"      | Yungblud y Willow Smith            | Ella misma     | [ 33 ] |
| 2022 | "Dolls"         | Bella Poarch                       | Ella misma     |        |

## Competiciones
| Año  | Evento                                     | Nota                                                          | Ref.   |
| ---- | ------------------------------------------ | ------------------------------------------------------------- | ------ |
| 2018 | Fortnite Pro-Am                            | Se asoció con el famoso productor musical Murda Beatz .       | [ 34 ] |
| 2019 | Abierto de Australia Fortnite Summer Smash |                                                               | [ 35 ] |
| 2019 | Fortnite Celebrity Pro-Am                  | Se asoció con el jugador de Los Angeles Chargers Justin Jones | [ 36 ] |

## Premios y nominaciones
| Año  | Ceremonia                                     | Categoría                    | Resultado | Ref.          |
| ---- | --------------------------------------------- | ---------------------------- | --------- | ------------- |
| 2019 | XI Premios Anuales Shorty                     | Lo mejor en juegos           | Nominada  | [ 37 ]        |
| 2020 | The Game Awards                               | Creador de contenido del año | Ganadora  | [ 38 ]        |
| 2021 | Premios a los creadores visionarios de Adweek | Creador de juegos del año    | Ganadora  | [ 39 ]        |
| 2021 | XI Premios Streamy                            | Transmisor en vivo           | Ganadora  | [ 40 ]        |
| 2022 | Forbes 30 menores de 30                       | Juegos                       | Incluido  | [ 5 ]         |
| 2022 | Los Premios Streamer                          | Mejor streamer de variedades | Nominada  | [ 41 ]        |
| 2022 | XII Premios Streamy                           | Transmisor del año           | Nominada  | [ 42 ] [ 43 ] |
| 2022 | XII Premios Streamy                           | serpentina de variedad       | Nominada  | [ 42 ] [ 43 ] |
| 2022 | Esports Awards                                | Streamer del año             | Nominada  | [ 44 ] [ 45 ] |